# 24 uur van Le Mans 2016
De 24 uur van Le Mans 2016 was de 84e editie van deze endurancerace. De race werd verreden op 18 en 19 juni 2016 op het Circuit de la Sarthe nabij Le Mans, Frankrijk. Het was de derde race van het FIA World Endurance Championship-seizoen 2016.
De race werd gewonnen door de Porsche van Marc Lieb, Romain Dumas en Neel Jani, nadat de Toyota van Anthony Davidson, Sébastien Buemi en Kazuki Nakajima vier minuten voor het eind van de race stilviel. De LMP1 privé-klasse werd gewonnen door de Rebellion Racing #12 van Nicolas Prost, Nick Heidfeld en Nelson Piquet jr.. De LMP2-klasse werd gewonnen door de Signatech Alpine #36 van Nicolas Lapierre, Gustavo Menezes en Stéphane Richelmi. De LMGTE Pro-klasse werd gewonnen door de Ford Chip Ganassi Team USA #68 van Joey Hand, Dirk Müller en Sébastien Bourdais. De LMGTE Am-klasse werd gewonnen door de Scuderia Corsa #62 van Bill Sweedler, Townsend Bell en Jeff Segal.

## Inschrijvingen
Inschrijving #89 moest rijden zonder Cooper MacNeil, aangezien hij voor aanvang van de race ziek werd.
| No.                           | Team                       | Auto                       | Banden                  | Rijder 1                | Rijder 2                | Rijder 3                 |                         |
| LMP1 (9 inschrijvingen)       | LMP1 (9 inschrijvingen)    | LMP1 (9 inschrijvingen)    | LMP1 (9 inschrijvingen) | LMP1 (9 inschrijvingen) | LMP1 (9 inschrijvingen) | LMP1 (9 inschrijvingen)  | LMP1 (9 inschrijvingen) |
| ----------------------------- | -------------------------- | -------------------------- | ----------------------- | ----------------------- | ----------------------- | ------------------------ | ----------------------- |
| 1                             | Porsche Team               | Porsche 919 Hybrid         | M                       | Timo Bernhard           | Mark Webber             | Brendon Hartley          |                         |
| 2                             | Porsche Team               | Porsche 919 Hybrid         | M                       | Romain Dumas            | Marc Lieb               | Neel Jani                |                         |
| 4                             | ByKolles Racing Team       | CLM P1/01-AER              | D                       | Simon Trummer           | Pierre Kaffer           | Oliver Webb              |                         |
| 5                             | Toyota Racing              | Toyota TS050 Hybrid        | M                       | Sébastien Buemi         | Anthony Davidson        | Kazuki Nakajima          |                         |
| 6                             | Toyota Racing              | Toyota TS050 Hybrid        | M                       | Mike Conway             | Stéphane Sarrazin       | Kamui Kobayashi          |                         |
| 7                             | Audi Sport Team Joest      | Audi R18                   | M                       | André Lotterer          | Benoît Tréluyer         | Marcel Fässler           |                         |
| 8                             | Audi Sport Team Joest      | Audi R18                   | M                       | Oliver Jarvis           | Lucas di Grassi         | Loïc Duval               |                         |
| 12                            | Rebellion Racing           | Rebellion R-One            | D                       | Nicolas Prost           | Nick Heidfeld           | Nelson Piquet jr.        |                         |
| 13                            | Rebellion Racing           | Rebellion R-One            | D                       | Dominik Kraihamer       | Alexandre Imperatori    | Mathéo Tuscher           |                         |
| LMP2 (23 inschrijvingen)      |                            |                            |                         |                         |                         |                          |                         |
| 22                            | SO24! by Lombard Racing    | Ligier JS P2-Judd          | D                       | Vincent Capillaire      | Erik Maris              | Jonathan Coleman         |                         |
| 23                            | Panis-Barthez Compétition  | Ligier JS P2-Nissan        | M                       | Fabien Barthez          | Timothé Buret           | Paul-Loup Chatin         |                         |
| 25                            | Algarve Pro Racing         | Ligier JS P2-Nissan        | D                       | Michael Munemann        | Andrea Pizzitola        | Chris Hoy                |                         |
| 26                            | G-Drive Racing             | Oreca 05-Nissan            | D                       | Roman Roesinov          | Will Stevens            | René Rast                |                         |
| 27                            | SMP Racing                 | BR Engineering BR01-Nissan | D                       | Maurizio Mediani        | Nicolas Minassian       | Michail Aljosjin         |                         |
| 28                            | Pegasus Racing             | Morgan LMP2-Nissan         | M                       | Inès Tattinger          | Léo Roussel             | Rémy Striebig            |                         |
| 30                            | Extreme Speed Motorsports  | Ligier JS P2-Nissan        | D                       | Scott Sharp             | Johannes van Overbeek   | Ed Brown                 |                         |
| 31                            | Extreme Speed Motorsports  | Ligier JS P2-Nissan        | D                       | Chris Cumming           | Ryan Dalziel            | Pipo Derani              |                         |
| 33                            | Eurasia Motorsport         | Oreca 05-Nissan            | D                       | Pu Jun Jin              | Tristan Gommendy        | Nick de Bruijn           |                         |
| 34                            | Race Performance           | Oreca 03R-Judd             | D                       | Nicolas Leutwiler       | James Winslow           | Shinji Nakano            |                         |
| 35                            | Baxi DC Racing Alpine      | Alpine A460-Nissan         | D                       | David Cheng             | Ho-Pin Tung             | Nelson Panciatici        |                         |
| 36                            | Signatech Alpine           | Alpine A460-Nissan         | D                       | Gustavo Menezes         | Nicolas Lapierre        | Stéphane Richelmi        |                         |
| 37                            | SMP Racing                 | BR Engineering BR01-Nissan | D                       | Vitali Petrov           | Viktor Shaitar          | Kirill Ladygin           |                         |
| 38                            | G-Drive Racing             | Gibson 015S-Nissan         | D                       | Simon Dolan             | Giedo van der Garde     | Jake Dennis              |                         |
| 40                            | Krohn Racing               | Ligier JS P2-Nissan        | M                       | Tracy Krohn             | Niclas Jönsson          | João Barbosa             |                         |
| 41                            | Greaves Motorsport         | Ligier JS P2-Nissan        | D                       | Memo Rojas              | Julien Canal            | Nathanaël Berthon        |                         |
| 42                            | Strakka Racing             | Gibson 015S-Nissan         | D                       | Nick Leventis           | Danny Watts             | Jonny Kane               |                         |
| 43                            | RGR Sport by Morand        | Ligier JS P2-Nissan        | D                       | Filipe Albuquerque      | Bruno Senna             | Ricardo González         |                         |
| 44                            | Manor                      | Oreca 05-Nissan            | D                       | Tor Graves              | Matt Rao                | Roberto Merhi            |                         |
| 46                            | Thiriet by TDS Racing      | Oreca 05-Nissan            | D                       | Pierre Thiriet          | Mathias Beche           | Ryō Hirakawa             |                         |
| 47                            | KCMG                       | Oreca 05-Nissan            | D                       | Tsugio Matsuda          | Matthew Howson          | Richard Bradley          |                         |
| 48                            | Murphy Prototypes          | Oreca 03R-Nissan           | D                       | Ben Keating             | Marc Goossens           | Jeroen Bleekemolen       |                         |
| 49                            | Michael Shank Racing       | Ligier JS P2-Nissan        | D                       | John Pew                | Oswaldo Negri jr.       | Laurens Vanthoor         |                         |
| LMGTE Pro (14 inschrijvingen) |                            |                            |                         |                         |                         |                          |                         |
| 51                            | AF Corse                   | Ferrari 488 GTE            | M                       | Gianmaria Bruni         | James Calado            | Alessandro Pier Guidi    |                         |
| 63                            | Corvette Racing - GM       | Chevrolet Corvette C7.R    | M                       | Jan Magnussen           | Antonio García          | Ricky Taylor             |                         |
| 64                            | Corvette Racing - GM       | Chevrolet Corvette C7.R    | M                       | Oliver Gavin            | Tommy Milner            | Jordan Taylor            |                         |
| 66                            | Ford Chip Ganassi Team UK  | Ford GT                    | M                       | Olivier Pla             | Stefan Mücke            | Billy Johnson            |                         |
| 67                            | Ford Chip Ganassi Team UK  | Ford GT                    | M                       | Marino Franchitti       | Andy Priaulx            | Harry Tincknell          |                         |
| 68                            | Ford Chip Ganassi Team USA | Ford GT                    | M                       | Joey Hand               | Dirk Müller             | Sébastien Bourdais       |                         |
| 69                            | Ford Chip Ganassi Team USA | Ford GT                    | M                       | Ryan Briscoe            | Richard Westbrook       | Scott Dixon              |                         |
| 71                            | AF Corse                   | Ferrari 488 GTE            | M                       | Davide Rigon            | Sam Bird                | Andrea Bertolini         |                         |
| 77                            | Dempsey-Proton Racing      | Porsche 911 RSR            | M                       | Richard Lietz           | Michael Christensen     | Philipp Eng              |                         |
| 82                            | Risi Competizione          | Ferrari 488 GTE            | M                       | Giancarlo Fisichella    | Toni Vilander           | Matteo Malucelli         |                         |
| 91                            | Porsche Motorsport         | Porsche 911 RSR            | M                       | Patrick Pilet           | Kévin Estre             | Nick Tandy               |                         |
| 92                            | Porsche Motorsport         | Porsche 911 RSR            | M                       | Frédéric Makowiecki     | Jörg Bergmeister        | Earl Bamber              |                         |
| 95                            | Aston Martin Racing        | Aston Martin Vantage GTE   | D                       | Nicki Thiim             | Marco Sørensen          | Darren Turner            |                         |
| 97                            | Aston Martin Racing        | Aston Martin Vantage GTE   | D                       | Richie Stanaway         | Jonathan Adam           | Fernando Rees            |                         |
| LMGTE Am (13 inschrijvingen)  |                            |                            |                         |                         |                         |                          |                         |
| 50                            | Larbre Compétition         | Chevrolet Corvette C7.R    | M                       | Yutaka Yamagishi        | Pierre Ragues           | Jean-Philippe Belloc     |                         |
| 55                            | AF Corse                   | Ferrari 458 Italia GT2     | M                       | Duncan Cameron          | Aaron Scott             | Matt Griffin             |                         |
| 57                            | Team AAI                   | Chevrolet Corvette C7.R    | M                       | Johnny O'Connell        | Mark Patterson          | Oliver Bryant            |                         |
| 60                            | Formula Racing             | Ferrari 458 Italia GT2     | M                       | Johnny Laursen          | Christina Nielsen       | Mikkel Mac               |                         |
| 61                            | Clearwater Racing          | Ferrari 458 Italia GT2     | M                       | Weng Sun Mok            | Rob Bell                | Keita Sawa               |                         |
| 62                            | Scuderia Corsa             | Ferrari 458 Italia GT2     | M                       | Bill Sweedler           | Townsend Bell           | Jeff Segal               |                         |
| 78                            | KCMG                       | Porsche 911 RSR            | M                       | Christian Ried          | Wolf Henzler            | Joël Camathias           |                         |
| 83                            | AF Corse                   | Ferrari 458 Italia GT2     | M                       | François Perrodo        | Emmanuel Collard        | Rui Águas                |                         |
| 86                            | Gulf Racing                | Porsche 911 RSR            | M                       | Michael Wainwright      | Adam Carroll            | Ben Barker               |                         |
| 88                            | Abu Dhabi-Proton Racing    | Porsche 911 RSR            | M                       | Khaled Al Qubaisi       | Patrick Long            | David Heinemeier Hansson |                         |
| 89                            | Proton Competition         | Porsche 911 RSR            | M                       | Cooper MacNeil          | Leh Keen                | Marc Miller              |                         |
| 98                            | Aston Martin Racing        | Aston Martin Vantage GTE   | D                       | Paul Dalla Lana         | Pedro Lamy              | Mathias Lauda            |                         |
| 99                            | Aston Martin Racing        | Aston Martin Vantage GTE   | D                       | Andrew Howard           | Liam Griffin            | Gary Hirsch              |                         |
| Invitationeel                 |                            |                            |                         |                         |                         |                          |                         |
| 84                            | SRT41 by OAK Racing        | Morgan LMP2-Nissan         | M                       | Frédéric Sausset        | Christophe Tinseau      | Jean-Bernard Bouvet      |                         |

## Kwalificatie
Tijden vetgedrukt betekent de snelste tijd in die klasse. De snelste tijd voor elk team wordt aangegeven door een grijze achtergrond. De tijden in Q3 zijn niet opgenomen in de lijst, omdat het tijdens deze sessie regende. Weinig teams zetten een tijd neer, en geen van allen verbeterden zij hun tijd die zij in Q1 of Q2 neerzetten.
De inschrijvingen #4, #28, #30, #22 en #40 werden achteraan de grid gezet omdat zij een coureur hadden die geen tijd neer wist te zetten binnen 110% van de pole position-tijd in hun klasse. De inschrijvingen #27 en #63 werden achteraan de grid gezet omdat zij een coureur hadden die niet het minimumaantal van vijf ronden reed in de nacht.
| Pos. | Klasse     | No. | Team                       | Q1        | Q2        | Gap     | Grid |
| ---- | ---------- | --- | -------------------------- | --------- | --------- | ------- | ---- |
| 1    | LMP1       | 2   | Porsche Team               | 3:19.733  | 3:25.511  |         | 1    |
| 2    | LMP1       | 1   | Porsche Team               | 3:20.203  | 3:23.307  | +0.470  | 2    |
| 3    | LMP1       | 6   | Toyota Gazoo Racing        | 3:20.737  | 3:25.899  | +1.004  | 3    |
| 4    | LMP1       | 5   | Toyota Gazoo Racing        | 3:21.903  | 3:24.399  | +2.170  | 4    |
| 5    | LMP1       | 7   | Audi Sport Team Joest      | 3:22.780  | 3:45.468  | +3.047  | 5    |
| 6    | LMP1       | 8   | Audi Sport Team Joest      | 3:22.823  | 3:26.680  | +3.090  | 6    |
| 7    | LMP1 privé | 13  | Rebellion Racing           | 3:26.586  | 3:30.010  | +6.853  | 7    |
| 8    | LMP1 privé | 12  | Rebellion Racing           | 3:27.348  | 3:27.573  | +7.615  | 8    |
| 9    | LMP1 privé | 4   | ByKolles Racing Team       | geen tijd | 3:34.168  | +14.435 | 54   |
| 10   | LMP2       | 26  | G-Drive Racing             | 3:36.605  | 4:04.887  | +16.872 | 9    |
| 11   | LMP2       | 35  | Baxi DC Racing Alpine      | 3:37.175  | 3:39.559  | +17.442 | 10   |
| 12   | LMP2       | 36  | Signatech Alpine           | 3:37.225  | 3:40.895  | +17.492 | 11   |
| 13   | LMP2       | 44  | Manor                      | 3:38.037  | geen tijd | +18.304 | 12   |
| 14   | LMP2       | 49  | Michael Shank Racing       | 3:38.837  | 3:51.759  | +19.104 | 13   |
| 15   | LMP2       | 31  | Extreme Speed Motorsports  | 3:39.366  | 3:40.436  | +19.633 | 14   |
| 16   | LMP2       | 46  | Thiriet by TDS Racing      | 3:39.375  | 3:40.611  | +19.642 | 15   |
| 17   | LMP2       | 42  | Strakka Racing             | 3:39.394  | 3:44.142  | +19.661 | 16   |
| 18   | LMP2       | 47  | KCMG                       | 3:39.436  | 3:39.562  | +19.703 | 17   |
| 19   | LMP2       | 23  | Panis-Barthez Compétition  | 3:39.470  | 3:45.018  | +19.737 | 18   |
| 20   | LMP2       | 33  | Eurasia Motorsport         | 3:40.631  | 4:14.491  | +20.898 | 19   |
| 21   | LMP2       | 38  | G-Drive Racing             | 3:40.685  | 4:01.981  | +20.952 | 20   |
| 22   | LMP2       | 43  | RGR Sport by Morand        | 3:40.899  | 3:44.198  | +21.166 | 21   |
| 23   | LMP2       | 27  | SMP Racing                 | 3:41.132  | 3:41.457  | +21.399 | 55   |
| 24   | LMP2       | 28  | Pegasus Racing             | 3:42.049  | 3:41.285  | +21.552 | 56   |
| 25   | LMP2       | 30  | Extreme Speed Motorsports  | 3:41.406  | 4:14.456  | +21.673 | 57   |
| 26   | LMP2       | 37  | SMP Racing                 | 3:42.147  | 3:41.776  | +22.043 | 22   |
| 27   | LMP2       | 25  | Algarve Pro Racing         | 3:44.185  | 3:42.088  | +22.355 | 23   |
| 28   | LMP2       | 41  | Greaves Motorsport         | 3:43.915  | 3:42.570  | +22.837 | 24   |
| 29   | LMP2       | 48  | Murphy Prototypes          | 3:43.508  | 3:45.067  | +23.775 | 25   |
| 30   | LMP2       | 34  | Race Performance           | 3:43.590  | 3:45.711  | +23.857 | 26   |
| 31   | LMP2       | 22  | SO24! by Lombard Racing    | 3:48.585  | 3:44.347  | +24.614 | 58   |
| 32   |            | 84  | SRT41 by OAK Racing        | 3:45.178  | 4:01.607  | +25.445 | 27   |
| 33   | LMP2       | 40  | Krohn Racing               | 3:45.213  | 3:45.978  | +25.480 | 59   |
| 34   | LMGTE Pro  | 68  | Ford Chip Ganassi Team USA | 3:51.185  | 3:53.672  | +31.452 | 28   |
| 35   | LMGTE Pro  | 69  | Ford Chip Ganassi Team USA | 3:51.497  | 3:53.603  | +31.764 | 29   |
| 36   | LMGTE Pro  | 51  | AF Corse                   | 3:51.568  | 3:53.218  | +31.835 | 30   |
| 37   | LMGTE Pro  | 67  | Ford Chip Ganassi Team UK  | 3:51.590  | 3:55.750  | +31.857 | 31   |
| 38   | LMGTE Pro  | 66  | Ford Chip Ganassi Team UK  | 3:52.038  | 3:58.358  | +32.305 | 32   |
| 39   | LMGTE Pro  | 71  | AF Corse                   | 3:52.508  | 3:55.066  | +32.775 | 33   |
| 40   | LMGTE Pro  | 82  | Risi Competizione          | 3:53.176  | 3:55.032  | +33.443 | 34   |
| 41   | LMGTE Pro  | 92  | Porsche Motorsport         | 3:54.918  | 3:57.128  | +35.185 | 35   |
| 42   | LMGTE Pro  | 95  | Aston Martin Racing        | 3:55.261  | geen tijd | +35.528 | 36   |
| 43   | LMGTE Pro  | 91  | Porsche Motorsport         | 3:55.332  | 3:56.792  | +35.599 | 37   |
| 44   | LMGTE Pro  | 97  | Aston Martin Racing        | 3:55.380  | geen tijd | +35.647 | 38   |
| 45   | LMGTE Pro  | 77  | Dempsey-Proton Racing      | 3:55.426  | 3:57.082  | +35.693 | 39   |
| 46   | LMGTE Pro  | 64  | Corvette Racing - GM       | 3:55.848  | 3:58.493  | +36.115 | 40   |
| 47   | LMGTE Am   | 61  | Clearwater Racing          | 3:56.827  | 4:06.801  | +37.094 | 41   |
| 48   | LMGTE Am   | 98  | Aston Martin Racing        | 3:57.198  | geen tijd | +37.465 | 42   |
| 49   | LMGTE Am   | 88  | Abu Dhabi-Proton Racing    | 3:59.861  | 3:57.513  | +37.780 | 43   |
| 50   | LMGTE Am   | 55  | AF Corse                   | 3:57.596  | 3:59.469  | +37.863 | 44   |
| 51   | LMGTE Am   | 83  | AF Corse                   | 3:57.742  | 4:03.676  | +38.009 | 45   |
| 52   | LMGTE Pro  | 63  | Corvette Racing - GM       | 3:57.967  | 3:59.268  | +38.234 | 60   |
| 53   | LMGTE Am   | 50  | Larbre Compétition         | 3:58.018  | 4:27.530  | +38.285 | 46   |
| 54   | LMGTE Am   | 60  | Formula Racing             | 3:58.760  | 4:03.851  | +39.027 | 47   |
| 55   | LMGTE Am   | 78  | KCMG                       | 3:59.245  | 3:59.034  | +39.301 | 48   |
| 56   | LMGTE Am   | 62  | Scuderia Corsa             | 4:00.008  | 4:05.643  | +40.275 | 49   |
| 57   | LMGTE Am   | 89  | Proton Competition         | 4:01.215  | 4:00.107  | +40.374 | 50   |
| 58   | LMGTE Am   | 86  | Gulf Racing                | 4:01.046  | 4:09.283  | +41.313 | 51   |
| 59   | LMGTE Am   | 57  | Team AAI                   | 4:02.326  | 4:05.822  | +42.593 | 52   |
| 60   | LMGTE Am   | 99  | Aston Martin Racing        | 4:03.148  | geen tijd | +43.415 | 53   |
| Pos. | Klasse     | No. | Team                       | Q1        | Q2        | Gap     | Grid |

## Uitslag
Winnaars in hun klasse zijn vetgedrukt; LMP1 is rood, LMP2 is blauw, LMGTE Pro is groen en LMGTE Am is oranje.
| Pos. | Klasse                 | No. | Team                       | Coureurs                                                | Chassis                        | Banden | Ronden | Tijd/Reden        |
| Pos. | Klasse                 | No. | Team                       | Coureurs                                                | Motor                          | Banden | Ronden | Tijd/Reden        |
| ---- | ---------------------- | --- | -------------------------- | ------------------------------------------------------- | ------------------------------ | ------ | ------ | ----------------- |
| 1    | LMP1                   | 2   | Porsche Team               | Marc Lieb Romain Dumas Neel Jani                        | Porsche 919 Hybrid             | M      | 384    | 24:00:38.449      |
| 1    | LMP1                   | 2   | Porsche Team               | Marc Lieb Romain Dumas Neel Jani                        | Porsche 2.0 L Turbo V4         | M      | 384    | 24:00:38.449      |
| 2    | LMP1                   | 6   | Toyota Gazoo Racing        | Stéphane Sarrazin Mike Conway Kamui Kobayashi           | Toyota TS050 Hybrid            | M      | 381    | +3 ronden         |
| 2    | LMP1                   | 6   | Toyota Gazoo Racing        | Stéphane Sarrazin Mike Conway Kamui Kobayashi           | Toyota 2.4 L Turbo V6          | M      | 381    | +3 ronden         |
| 3    | LMP1                   | 8   | Audi Sport Team Joest      | Loïc Duval Lucas di Grassi Oliver Jarvis                | Audi R18                       | M      | 372    | +12 ronden        |
| 3    | LMP1                   | 8   | Audi Sport Team Joest      | Loïc Duval Lucas di Grassi Oliver Jarvis                | Audi TDI 4.0 L Turbo Diesel V6 | M      | 372    | +12 ronden        |
| 4    | LMP1                   | 7   | Audi Sport Team Joest      | André Lotterer Marcel Fässler Benoît Tréluyer           | Audi R18                       | M      | 367    | +17 ronden        |
| 4    | LMP1                   | 7   | Audi Sport Team Joest      | André Lotterer Marcel Fässler Benoît Tréluyer           | Audi TDI 4.0 L Turbo Diesel V6 | M      | 367    | +17 ronden        |
| 5    | LMP2                   | 36  | Signatech Alpine           | Nicolas Lapierre Gustavo Menezes Stéphane Richelmi      | Alpine A460                    | D      | 357    | +27 ronden        |
| 5    | LMP2                   | 36  | Signatech Alpine           | Nicolas Lapierre Gustavo Menezes Stéphane Richelmi      | Nissan VK45DE 4.5 L V8         | D      | 357    | +27 ronden        |
| 6    | LMP2                   | 26  | G-Drive Racing             | Roman Roesinov Will Stevens René Rast                   | Oreca 05                       | D      | 357    | +27 ronden        |
| 6    | LMP2                   | 26  | G-Drive Racing             | Roman Roesinov Will Stevens René Rast                   | Nissan VK45DE 4.5 L V8         | D      | 357    | +27 ronden        |
| 7    | LMP2                   | 37  | SMP Racing                 | Vitali Petrov Viktor Shaitar Kirill Ladygin             | BR Engineering BR01            | D      | 353    | +31 ronden        |
| 7    | LMP2                   | 37  | SMP Racing                 | Vitali Petrov Viktor Shaitar Kirill Ladygin             | Nissan VK45DE 4.5 L V8         | D      | 353    | +31 ronden        |
| 8    | LMP2                   | 42  | Strakka Racing             | Nick Leventis Jonny Kane Danny Watts                    | Gibson 015S                    | D      | 351    | +33 ronden        |
| 8    | LMP2                   | 42  | Strakka Racing             | Nick Leventis Jonny Kane Danny Watts                    | Nissan VK45DE 4.5 L V8         | D      | 351    | +33 ronden        |
| 9    | LMP2                   | 33  | Eurasia Motorsport         | Pu Jun Jin Tristan Gommendy Nick de Bruijn              | Oreca 05                       | D      | 348    | +36 ronden        |
| 9    | LMP2                   | 33  | Eurasia Motorsport         | Pu Jun Jin Tristan Gommendy Nick de Bruijn              | Nissan VK45DE 4.5 L V8         | D      | 348    | +36 ronden        |
| 10   | LMP2                   | 41  | Greaves Motorsport         | Memo Rojas Julien Canal Nathanaël Berthon               | Ligier JS P2                   | D      | 348    | +36 ronden        |
| 10   | LMP2                   | 41  | Greaves Motorsport         | Memo Rojas Julien Canal Nathanaël Berthon               | Nissan VK45DE 4.5 L V8         | D      | 348    | +36 ronden        |
| 11   | LMP2                   | 27  | SMP Racing                 | Nicolas Minassian Maurizio Mediani Michail Aljosjin     | BR Engineering BR01            | D      | 347    | +37 ronden        |
| 11   | LMP2                   | 27  | SMP Racing                 | Nicolas Minassian Maurizio Mediani Michail Aljosjin     | Nissan VK45DE 4.5 L V8         | D      | 347    | +37 ronden        |
| 12   | LMP2                   | 23  | Panis-Barthez Compétition  | Fabien Barthez Timothé Buret Paul-Loup Chatin           | Ligier JS P2                   | M      | 347    | +37 ronden        |
| 12   | LMP2                   | 23  | Panis-Barthez Compétition  | Fabien Barthez Timothé Buret Paul-Loup Chatin           | Nissan VK45DE 4.5 L V8         | M      | 347    | +37 ronden        |
| 13   | LMP1                   | 1   | Porsche Team               | Timo Bernhard Brendon Hartley Mark Webber               | Porsche 919 Hybrid             | M      | 346    | +38 ronden        |
| 13   | LMP1                   | 1   | Porsche Team               | Timo Bernhard Brendon Hartley Mark Webber               | Porsche 2.0 L Turbo V4         | M      | 346    | +38 ronden        |
| 14   | LMP2                   | 49  | Michael Shank Racing       | John Pew Oswaldo Negri jr. Laurens Vanthoor             | Ligier JS P2                   | D      | 345    | +39 ronden        |
| 14   | LMP2                   | 49  | Michael Shank Racing       | John Pew Oswaldo Negri jr. Laurens Vanthoor             | Honda HR28TT 2.8 L Turbo V6    | D      | 345    | +39 ronden        |
| 15   | LMP2                   | 43  | RGR Sport by Morand        | Ricardo González Filipe Albuquerque Bruno Senna         | Ligier JS P2                   | D      | 344    | +40 ronden        |
| 15   | LMP2                   | 43  | RGR Sport by Morand        | Ricardo González Filipe Albuquerque Bruno Senna         | Nissan VK45DE 4.5 L V8         | D      | 344    | +40 ronden        |
| 16   | LMP2                   | 30  | Extreme Speed Motorsports  | Scott Sharp Ed Brown Johannes van Overbeek              | Ligier JS P2                   | D      | 341    | +43 ronden        |
| 16   | LMP2                   | 30  | Extreme Speed Motorsports  | Scott Sharp Ed Brown Johannes van Overbeek              | Nissan VK45DE 4.5 L V8         | D      | 341    | +43 ronden        |
| 17   | LMP2                   | 25  | Algarve Pro Racing         | Michael Munemann Chris Hoy Andrea Pizzitola             | Ligier JS P2                   | D      | 341    | +43 ronden        |
| 17   | LMP2                   | 25  | Algarve Pro Racing         | Michael Munemann Chris Hoy Andrea Pizzitola             | Nissan VK45DE 4.5 L V8         | D      | 341    | +43 ronden        |
| 18   | LMGTE Pro              | 68  | Ford Chip Ganassi Team USA | Joey Hand Dirk Müller Sébastien Bourdais                | Ford GT                        | M      | 340    | +44 ronden        |
| 18   | LMGTE Pro              | 68  | Ford Chip Ganassi Team USA | Joey Hand Dirk Müller Sébastien Bourdais                | Ford EcoBoost 3.5 L Turbo V6   | M      | 340    | +44 ronden        |
| 19   | LMGTE Pro              | 82  | Risi Competizione          | Giancarlo Fisichella Matteo Malucelli Toni Vilander     | Ferrari 488 GTE                | M      | 340    | +44 ronden        |
| 19   | LMGTE Pro              | 82  | Risi Competizione          | Giancarlo Fisichella Matteo Malucelli Toni Vilander     | Ferrari F154CB 3.9 L Turbo V8  | M      | 340    | +44 ronden        |
| 20   | LMGTE Pro              | 69  | Ford Chip Ganassi Team USA | Ryan Briscoe Richard Westbrook Scott Dixon              | Ford GT                        | M      | 340    | +44 ronden        |
| 20   | LMGTE Pro              | 69  | Ford Chip Ganassi Team USA | Ryan Briscoe Richard Westbrook Scott Dixon              | Ford EcoBoost 3.5 L Turbo V6   | M      | 340    | +44 ronden        |
| 21   | LMGTE Pro              | 66  | Ford Chip Ganassi Team UK  | Olivier Pla Stefan Mücke Billy Johnson                  | Ford GT                        | M      | 339    | +45 ronden        |
| 21   | LMGTE Pro              | 66  | Ford Chip Ganassi Team UK  | Olivier Pla Stefan Mücke Billy Johnson                  | Ford EcoBoost 3.5 L Turbo V6   | M      | 339    | +45 ronden        |
| 22   | LMP2                   | 40  | Krohn Racing               | Tracy Krohn Niclas Jönsson João Barbosa                 | Ligier JS P2                   | M      | 338    | +46 ronden        |
| 22   | LMP2                   | 40  | Krohn Racing               | Tracy Krohn Niclas Jönsson João Barbosa                 | Nissan VK45DE 4.5 L V8         | M      | 338    | +46 ronden        |
| 23   | LMGTE Pro              | 95  | Aston Martin Racing        | Nicki Thiim Marco Sørensen Darren Turner                | Aston Martin Vantage GTE       | D      | 338    | +46 ronden        |
| 23   | LMGTE Pro              | 95  | Aston Martin Racing        | Nicki Thiim Marco Sørensen Darren Turner                | Aston Martin 4.5 L V8          | D      | 338    | +46 ronden        |
| 24   | LMGTE Pro              | 97  | Aston Martin Racing        | Fernando Rees Jonathan Adam Richie Stanaway             | Aston Martin Vantage GTE       | D      | 337    | +47 ronden        |
| 24   | LMGTE Pro              | 97  | Aston Martin Racing        | Fernando Rees Jonathan Adam Richie Stanaway             | Aston Martin 4.5 L V8          | D      | 337    | +47 ronden        |
| 25   | LMGTE Pro              | 63  | Corvette Racing - GM       | Jan Magnussen Antonio García Ricky Taylor               | Chevrolet Corvette C7.R        | M      | 336    | +48 ronden        |
| 25   | LMGTE Pro              | 63  | Corvette Racing - GM       | Jan Magnussen Antonio García Ricky Taylor               | Chevrolet LT5.5 5.5 L V8       | M      | 336    | +48 ronden        |
| 26   | LMGTE Am               | 62  | Scuderia Corsa             | Bill Sweedler Townsend Bell Jeff Segal                  | Ferrari 458 Italia GT2         | M      | 331    | +53 ronden        |
| 26   | LMGTE Am               | 62  | Scuderia Corsa             | Bill Sweedler Townsend Bell Jeff Segal                  | Ferrari F136GT 4.5 L V8        | M      | 331    | +53 ronden        |
| 27   | LMGTE Am               | 83  | AF Corse                   | François Perrodo Emmanuel Collard Rui Águas             | Ferrari 458 Italia GT2         | M      | 331    | +53 ronden        |
| 27   | LMGTE Am               | 83  | AF Corse                   | François Perrodo Emmanuel Collard Rui Águas             | Ferrari F136GT 4.5 L V8        | M      | 331    | +53 ronden        |
| 28   | LMGTE Am               | 88  | Abu Dhabi-Proton Racing    | Khaled Al Qubaisi Patrick Long David Heinemeier Hansson | Porsche 911 RSR                | M      | 330    | +54 ronden        |
| 28   | LMGTE Am               | 88  | Abu Dhabi-Proton Racing    | Khaled Al Qubaisi Patrick Long David Heinemeier Hansson | Porsche 4.0 L Flat-6           | M      | 330    | +54 ronden        |
| 29   | LMP1 privé             | 12  | Rebellion Racing           | Nicolas Prost Nick Heidfeld Nelson Piquet jr.           | Rebellion R-One                | D      | 330    | +54 ronden        |
| 29   | LMP1 privé             | 12  | Rebellion Racing           | Nicolas Prost Nick Heidfeld Nelson Piquet jr.           | AER P60 2.4 L Turbo V6         | D      | 330    | +54 ronden        |
| 30   | LMGTE Am               | 61  | Clearwater Racing          | Weng Sun Mok Rob Bell Keita Sawa                        | Ferrari 458 Italia GT2         | M      | 329    | +55 ronden        |
| 30   | LMGTE Am               | 61  | Clearwater Racing          | Weng Sun Mok Rob Bell Keita Sawa                        | Ferrari F136GT 4.5 L V8        | M      | 329    | +55 ronden        |
| 31   | LMGTE Pro              | 77  | Dempsey-Proton Racing      | Richard Lietz Philipp Eng Michael Christensen           | Porsche 911 RSR                | M      | 329    | +55 ronden        |
| 31   | LMGTE Pro              | 77  | Dempsey-Proton Racing      | Richard Lietz Philipp Eng Michael Christensen           | Porsche 4.0 L Flat-6           | M      | 329    | +55 ronden        |
| 32   | LMP2                   | 22  | SO24! by Lombard Racing    | Vincent Capillaire Erik Maris Jonathan Coleman          | Ligier JS P2                   | D      | 328    | +56 ronden        |
| 32   | LMP2                   | 22  | SO24! by Lombard Racing    | Vincent Capillaire Erik Maris Jonathan Coleman          | Judd HK 3.6 L V8               | D      | 328    | +56 ronden        |
| 33   | LMGTE Am               | 86  | Gulf Racing                | Michael Wainwright Adam Carroll Ben Barker              | Porsche 911 RSR                | M      | 328    | +56 ronden        |
| 33   | LMGTE Am               | 86  | Gulf Racing                | Michael Wainwright Adam Carroll Ben Barker              | Porsche 4.0 L Flat-6           | M      | 328    | +56 ronden        |
| 34   | LMP2                   | 48  | Murphy Prototypes          | Ben Keating Marc Goossens Jeroen Bleekemolen            | Oreca 03R                      | D      | 323    | +61 ronden        |
| 34   | LMP2                   | 48  | Murphy Prototypes          | Ben Keating Marc Goossens Jeroen Bleekemolen            | Nissan VK45DE 4.5 L V8         | D      | 323    | +61 ronden        |
| 35   | LMGTE Am               | 60  | Formula Racing             | Johnny Laursen Christina Nielsen Mikkel Mac             | Ferrari 458 Italia GT2         | M      | 319    | +65 ronden        |
| 35   | LMGTE Am               | 60  | Formula Racing             | Johnny Laursen Christina Nielsen Mikkel Mac             | Ferrari F136GT 4.5 L V8        | M      | 319    | +65 ronden        |
| 36   | LMGTE Am               | 99  | Aston Martin Racing        | Andrew Howard Liam Griffin Gary Hirsch                  | Aston Martin Vantage GTE       | D      | 318    | +66 ronden        |
| 36   | LMGTE Am               | 99  | Aston Martin Racing        | Andrew Howard Liam Griffin Gary Hirsch                  | Aston Martin 4.5 L V8          | D      | 318    | +66 ronden        |
| 37   | LMGTE Am               | 50  | Larbre Compétition         | Yutaka Yamagishi Pierre Ragues Jean-Philippe Belloc     | Chevrolet Corvette C7.R        | M      | 316    | +68 ronden        |
| 37   | LMGTE Am               | 50  | Larbre Compétition         | Yutaka Yamagishi Pierre Ragues Jean-Philippe Belloc     | Chevrolet LT5.5 5.5 L V8       | M      | 316    | +68 ronden        |
| 38   |                        | 84  | SRT41 by OAK Racing        | Fréderic Sausset Christophe Tinseau Jean-Bernard Bouvet | Morgan LMP2                    | M      | 315    | +69 ronden        |
| 38   | Nissan VK45DE 4.5 L V8 | 84  | SRT41 by OAK Racing        | Fréderic Sausset Christophe Tinseau Jean-Bernard Bouvet |                                | M      | 315    | +69 ronden        |
| 39   | LMGTE Am               | 57  | Team AAI                   | Johnny O'Connell Mark Patterson Oliver Bryant           | Chevrolet Corvette C7.R        | M      | 306    | +78 ronden        |
| 39   | LMGTE Am               | 57  | Team AAI                   | Johnny O'Connell Mark Patterson Oliver Bryant           | Chevrolet LT5.5 5.5 L V8       | M      | 306    | +78 ronden        |
| 40   | LMGTE Pro              | 67  | Ford Chip Ganassi Team UK  | Andy Priaulx Marino Franchitti Harry Tincknell          | Ford GT                        | M      | 306    | +78 ronden        |
| 40   | LMGTE Pro              | 67  | Ford Chip Ganassi Team UK  | Andy Priaulx Marino Franchitti Harry Tincknell          | Ford EcoBoost 3.5 L Turbo V6   | M      | 306    | +78 ronden        |
| 41   | LMGTE Am               | 78  | KCMG                       | Christian Ried Wolf Henzler Joël Camathias              | Porsche 911 RSR                | M      | 300    | +84 ronden        |
| 41   | LMGTE Am               | 78  | KCMG                       | Christian Ried Wolf Henzler Joël Camathias              | Porsche 4.0 L Flat-6           | M      | 300    | +84 ronden        |
| 42   | LMP2                   | 31  | Extreme Speed Motorsports  | Ryan Dalziel Chris Cumming Pipo Derani                  | Ligier JS P2                   | D      | 297    | +87 ronden        |
| 42   | LMP2                   | 31  | Extreme Speed Motorsports  | Ryan Dalziel Chris Cumming Pipo Derani                  | Nissan VK45DE 4.5 L V8         | D      | 297    | +87 ronden        |
| 43   | LMGTE Am               | 55  | AF Corse                   | Duncan Cameron Aaron Scott Matt Griffin                 | Ferrari 458 Italia GT2         | M      | 289    | +94 ronden        |
| 43   | LMGTE Am               | 55  | AF Corse                   | Duncan Cameron Aaron Scott Matt Griffin                 | Ferrari F136GT 4.5 L V8        | M      | 289    | +94 ronden        |
| 44   | LMP2                   | 34  | Race Performance           | Nicolas Leutwiler James Winslow Shinji Nakano           | Oreca 03R                      | D      | 289    | +94 ronden        |
| 44   | LMP2                   | 34  | Race Performance           | Nicolas Leutwiler James Winslow Shinji Nakano           | Judd HK 3.6 L V8               | D      | 289    | +94 ronden        |
| NC   | LMP1                   | 5   | Toyota Gazoo Racing        | Anthony Davidson Sébastien Buemi Kazuki Nakajima        | Toyota TS050 Hybrid            | M      | 384    | Niet geklasseerd  |
| NC   | LMP1                   | 5   | Toyota Gazoo Racing        | Anthony Davidson Sébastien Buemi Kazuki Nakajima        | Toyota 2.4 L Turbo V6          | M      | 384    | Niet geklasseerd  |
| DNF  | LMP2                   | 28  | Pegasus Racing             | Inès Taittinger Léo Roussel Rémy Striebig               | Morgan LMP2                    | M      | 292    | Brand             |
| DNF  | LMP2                   | 28  | Pegasus Racing             | Inès Taittinger Léo Roussel Rémy Striebig               | Nissan VK45DE 4.5 L V8         | M      | 292    | Brand             |
| DNF  | LMP2                   | 44  | Manor                      | Tor Graves Matt Rao Roberto Merhi                       | Oreca 05                       | D      | 283    | Ongeluk           |
| DNF  | LMP2                   | 44  | Manor                      | Tor Graves Matt Rao Roberto Merhi                       | Nissan VK45DE 4.5 L V8         | D      | 283    | Ongeluk           |
| DNF  | LMGTE Am               | 98  | Aston Martin Racing        | Paul Dalla Lana Pedro Lamy Mathias Lauda                | Aston Martin Vantage GTE       | D      | 281    | Versnellingsbak   |
| DNF  | LMGTE Am               | 98  | Aston Martin Racing        | Paul Dalla Lana Pedro Lamy Mathias Lauda                | Aston Martin 4.5 L V8          | D      | 281    | Versnellingsbak   |
| DNF  | LMP2                   | 46  | Thiriet by TDS Racing      | Pierre Thiriet Mathias Beche Ryō Hirakawa               | Oreca 05                       | D      | 241    | Ongeluk           |
| DNF  | LMP2                   | 46  | Thiriet by TDS Racing      | Pierre Thiriet Mathias Beche Ryō Hirakawa               | Nissan VK45DE 4.5 L V8         | D      | 241    | Ongeluk           |
| DNF  | LMP2                   | 35  | Baxi DC Racing Alpine      | David Cheng Ho-Pin Tung Nelson Panciatici               | Alpine A460                    | D      | 234    | Ongeluk           |
| DNF  | LMP2                   | 35  | Baxi DC Racing Alpine      | David Cheng Ho-Pin Tung Nelson Panciatici               | Nissan VK45DE 4.5 L V8         | D      | 234    | Ongeluk           |
| DNF  | LMP2                   | 38  | G-Drive Racing             | Simon Dolan Jake Dennis Giedo van der Garde             | Gibson 015S                    | D      | 222    | Ongeluk           |
| DNF  | LMP2                   | 38  | G-Drive Racing             | Simon Dolan Jake Dennis Giedo van der Garde             | Nissan VK45DE 4.5 L V8         | D      | 222    | Ongeluk           |
| DNF  | LMGTE Pro              | 64  | Corvette Racing - GM       | Oliver Gavin Tommy Milner Jordan Taylor                 | Chevrolet Corvette C7.R        | M      | 219    | Ongeluk           |
| DNF  | LMGTE Pro              | 64  | Corvette Racing - GM       | Oliver Gavin Tommy Milner Jordan Taylor                 | Chevrolet LT5.5 5.5 L V8       | M      | 219    | Ongeluk           |
| DNF  | LMP1 privé             | 4   | ByKolles Racing Team       | Simon Trummer Pierre Kaffer Oliver Webb                 | CLM P1/01                      | D      | 206    | Motor             |
| DNF  | LMP1 privé             | 4   | ByKolles Racing Team       | Simon Trummer Pierre Kaffer Oliver Webb                 | AER P60 2.4 L Turbo V6         | D      | 206    | Motor             |
| DNF  | LMP1 privé             | 13  | Rebellion Racing           | Dominik Kraihamer Alexandre Imperatori Mathéo Tuscher   | Rebellion R-One                | D      | 200    | Brandstofinjector |
| DNF  | LMP1 privé             | 13  | Rebellion Racing           | Dominik Kraihamer Alexandre Imperatori Mathéo Tuscher   | AER P60 2.4 L Turbo V6         | D      | 200    | Brandstofinjector |
| DNF  | LMGTE Pro              | 51  | AF Corse                   | Gianmaria Bruni Alessandro Pier Guidi James Calado      | Ferrari 488 GTE                | M      | 179    | Motor             |
| DNF  | LMGTE Pro              | 51  | AF Corse                   | Gianmaria Bruni Alessandro Pier Guidi James Calado      | Ferrari F154CB 3.9 L Turbo V8  | M      | 179    | Motor             |
| DNF  | LMGTE Pro              | 71  | AF Corse                   | Davide Rigon Andrea Bertolini Sam Bird                  | Ferrari 488 GTE                | M      | 143    | Wiel              |
| DNF  | LMGTE Pro              | 71  | AF Corse                   | Davide Rigon Andrea Bertolini Sam Bird                  | Ferrari F154CB 3.9 L Turbo V8  | M      | 143    | Wiel              |
| DNF  | LMGTE Pro              | 92  | Porsche Motorsport         | Frédéric Makowiecki Jörg Bergmeister Earl Bamber        | Porsche 911 RSR                | M      | 140    | Ophanging         |
| DNF  | LMGTE Pro              | 92  | Porsche Motorsport         | Frédéric Makowiecki Jörg Bergmeister Earl Bamber        | Porsche 4.0 L Flat-6           | M      | 140    | Ophanging         |
| DNF  | LMGTE Pro              | 91  | Porsche Motorsport         | Patrick Pilet Kévin Estre Nick Tandy                    | Porsche 911 RSR                | M      | 135    | Motor             |
| DNF  | LMGTE Pro              | 91  | Porsche Motorsport         | Patrick Pilet Kévin Estre Nick Tandy                    | Porsche 4.0 L Flat-6           | M      | 135    | Motor             |
| DNF  | LMP2                   | 47  | KCMG                       | Tsugio Matsuda Richard Bradley Matthew Howson           | Oreca 05                       | D      | 116    | Elektrisch        |
| DNF  | LMP2                   | 47  | KCMG                       | Tsugio Matsuda Richard Bradley Matthew Howson           | Nissan VK45DE 4.5 L V8         | D      | 116    | Elektrisch        |
| DNF  | LMGTE Am               | 89  | Proton Competition         | Leh Keen Marc Miller                                    | Porsche 911 RSR                | M      | 50     | Ongeluk           |
| DNF  | LMGTE Am               | 89  | Proton Competition         | Leh Keen Marc Miller                                    | Porsche 4.0 L Flat-6           | M      | 50     | Ongeluk           |

## Tussenstanden na wedstrijd
LMP (coureurs)
| Pos | Coureur                                               | Punten |
| --- | ----------------------------------------------------- | ------ |
| 1   | Romain Dumas Neel Jani Marc Lieb                      | 94     |
| 2   | Loïc Duval Lucas di Grassi Oliver Jarvis              | 55     |
| 3   | Mike Conway Kamui Kobayashi Stéphane Sarrazin         | 54     |
| 4   | Marcel Fässler André Lotterer Benoît Tréluyer         | 35     |
| 5   | Alexandre Imperatori Dominik Kraihamer Mathéo Tuscher | 30     |

LMP1 (constructeurs)
| Pos | Team    | Punten |
| --- | ------- | ------ |
| 1   | Porsche | 127    |
| 2   | Audi    | 95     |
| 3   | Toyota  | 79     |

GTE (coureurs)
| Pos | Coureur                                     | Punten |
| --- | ------------------------------------------- | ------ |
| 1   | Billy Johnson Stefan Mücke Olivier Pla      | 60     |
| 2   | Sam Bird Davide Rigon                       | 52     |
| 3   | Marco Sørensen Nicki Thiim Darren Turner    | 51     |
| 4   | Jonathan Adam Fernando Rees Richie Stanaway | 45     |
| 5   | Rui Águas Emmanuel Collard François Perrodo | 40     |

GTE (constructeurs)
| Pos | Constructeur | Punten |
| --- | ------------ | ------ |
| 1   | Aston Martin | 112    |
| 2   | Ferrari      | 103    |
| 3   | Ford         | 98     |
| 4   | Porsche      | 60     |

GT Pro (teams)
| Pos | Nr | Team                      | Punten |
| --- | -- | ------------------------- | ------ |
| 1   | 66 | Ford Chip Ganassi Team UK | 60     |
| 2   | 71 | AF Corse                  | 52     |
| 3   | 95 | Aston Martin Racing       | 51     |
| 4   | 67 | Ford Chip Ganassi Team UK | 50     |
| 5   | 97 | Aston Martin Racing       | 45     |

LMP1 privé (coureurs)
| Pos | Coureur                                               | Punten |
| --- | ----------------------------------------------------- | ------ |
| 1   | Nick Heidfeld Nelson Piquet jr. Nicolas Prost         | 86     |
| 2   | Alexandre Imperatori Dominik Kraihamer Mathéo Tuscher | 50     |
| 3   | James Rossiter Simon Trummer Oliver Webb              | 30     |
| 4   | Pierre Kaffer                                         | 0      |

LMP1 privé (teams)
| Pos | Nr | Team                 | Punten |
| --- | -- | -------------------- | ------ |
| 1   | 12 | Rebellion Racing     | 86     |
| 2   | 13 | Rebellion Racing     | 50     |
| 3   | 4  | ByKolles Racing Team | 30     |

LMP2 (coureurs)
| Pos | Coureur                                            | Punten |
| --- | -------------------------------------------------- | ------ |
| 1   | Nicolas Lapierre Gustavo Menezes Stéphane Richelmi | 87     |
| 2   | René Rast Roman Roesinov                           | 64     |
| 3   | Filipe Albuquerque Ricardo González Bruno Senna    | 53     |
| 4   | Chris Cumming Ryan Dalziel Pipo Derani             | 44     |
| 5   | Will Stevens                                       | 36     |

LMP2 (teams)
| Pos | Nr | Team                      | Punten |
| --- | -- | ------------------------- | ------ |
| 1   | 36 | Signatech Alpine          | 87     |
| 2   | 26 | G-Drive Racing            | 66     |
| 3   | 43 | RGR Sport by Morand       | 56     |
| 4   | 31 | Extreme Speed Motorsports | 44     |
| 5   | 37 | SMP Racing                | 42     |

GTE Am (coureurs)
| Pos | Coureur                                     | Punten |
| --- | ------------------------------------------- | ------ |
| 1   | Rui Águas Emmanuel Collard François Perrodo | 93     |
| 2   | David Heinemeier Hansson Khaled Al Qubaisi  | 55     |
| 3   | Pierre Ragues Yutaka Yamagishi              | 50     |
| 4   | Paul Dalla Lana Pedro Lamy Mathias Lauda    | 45     |
| 5   | Patrick Long                                | 44     |

GTE Am (teams)
| Pos | Nr | Team                    | Punten |
| --- | -- | ----------------------- | ------ |
| 1   | 83 | AF Corse                | 93     |
| 2   | 88 | Abu Dhabi-Proton Racing | 55     |
| 3   | 50 | Larbre Compétition      | 54     |
| 4   | 98 | Aston Martin Racing     | 45     |
| 5   | 78 | KCMG                    | 44     |

1923 · 1924 · 1925 · 1926 · 1927 · 1928 · 1929 · 1930 · 1931 · 1932 · 1933 · 1934 · 1935 · 1936 · 1937 · 1938 · 1939 · 1940 - 1948 · 1949 · 1950 · 1951 · 1952 · 1953 · 1954 · 1955 (Ramp) · 1956 · 1957 · 1958 · 1959 · 1960 · 1961 · 1962 · 1963 · 1964 · 1965 · 1966 · 1967 · 1968 · 1969 · 1970 · 1971 · 1972 · 1973 · 1974 · 1975 · 1976 · 1977 · 1978 · 1979 · 1980 · 1981 · 1982 · 1983 · 1984 · 1985 · 1986 · 1987 · 1988 · 1989 · 1990 · 1991 · 1992 · 1993 · 1994 · 1995 · 1996 · 1997 · 1998 · 1999 · 2000 · 2001 · 2002 · 2003 · 2004 · 2005 · 2006 · 2007 · 2008 · 2009 · 2010 · 2011 · 2012 · 2013 · 2014 · 2015 · 2016 · 2017 · 2018 · 2019 · 2020 · 2021 · 2022 · 2023 · 2024